# الهدارين (دار الواد اوضيار)
الهدارين هو دُوَّار يقع بجماعة تروال، إقليم وزان، جهة طنجة تطوان الحسيمة في المملكة المغربية. ينتمي الدوّار لمشيخة دار الواد اوضيار التي تضم دوارين. يقدر عدد سكانه بـ 916 نسمة حسب الإحصاء الرسمي للسكان والسكنى لسنة 2004.

## روابط خارجية
- البوابة الوطنية للجماعات الترابية
- المندوبية السامية للتخطيط